# De Mysteriis Dom Sathanas
De Mysteriis Dom Sathanas es el primer álbum de estudio de la banda noruega de black metal Mayhem, publicado el 24 de mayo de 1994 por el sello discográfico Deathlike Silence. Además de por su música, el disco es notorio por ser la última grabación del guitarrista Øystein «Euronymous» Aarseth, antes de que el bajista Varg «Count Grisnackh» Vikernes lo asesinara. Igualmente, es el último lanzamiento del grupo con material compuesto por el exvocalista Per Yngve «Dead» Ohlin, que se suicidó en 1991.
En cuanto a su sonido, la música del disco es un black metal furioso y rápido, característico de los primeros años del estilo. A diferencia de otros álbumes del subgénero, De Mysteriis Dom Sathanas incluye solos de guitarra interpretados por Euronymous, así como unas pistas de batería más hábiles a cargo de Jan Axel «Hellhammer» Blomberg, incluso cantos operísticos por parte del vocalista Attila Csihar. Su publicación estuvo rodeada de polémica, debido a la aparición en la portada de la Catedral de Nidaros, contra la cual, los miembros de la banda pretendían cometer un atentado, así como por la participación de Vikernes como bajista. Tras su lanzamiento recibió principalmente reseñas positivas y varias publicaciones lo han seleccionado como uno de los mejores trabajos de su tipo.

## Trasfondo
Hacia 1992 los integrantes que más tiempo llevaban en Mayhem eran el guitarrista original Øystein «Euronymous» Aarseth y el batería Jan Axel «Hellhammer» Blomberg, que había ingresado en 1988, mientras que los miembros restantes eran temporales o recién llegados. El principal letrista del álbum, Per Yngve «Dead» Ohlin, había sido el vocalista desde 1988 hasta su suicidio en 1991. Su muerte también provocó la salida del bajista original Jørn «Necrobutcher» Stubberud, quien discutió con Euronymous por fotografiar su cadáver. Sus sustitutos fueron el cantante húngaro Attila Csihar de la banda Tormentor y el bajista Varg «Count Grisnackh» Vikernes, único componente del proyecto Burzum, además, también se unió un segundo guitarrista, Snorre «Blackthorn» Ruch, del grupo Thorns.

### Grabación y composición

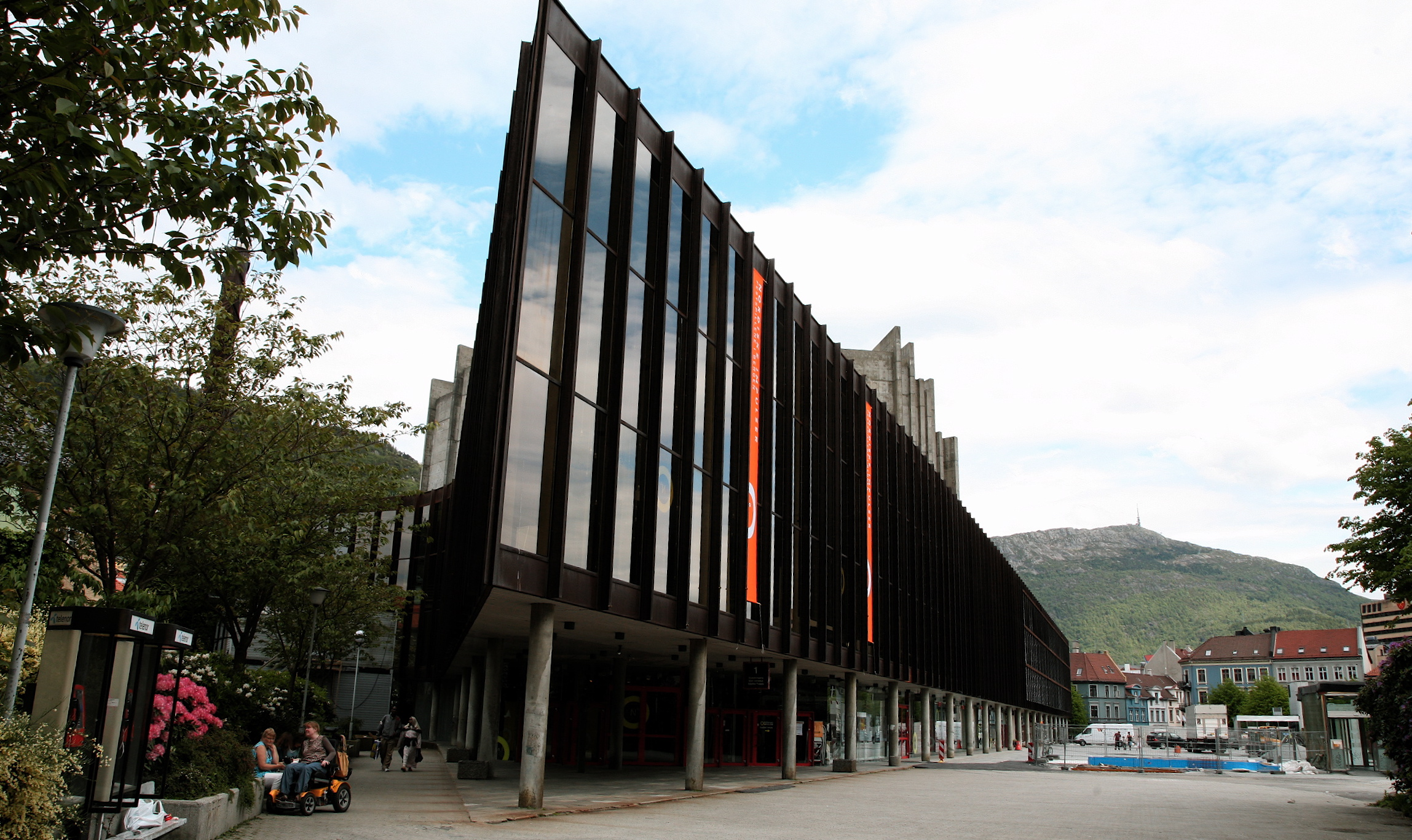
La grabación tuvo lugar en la sala Grieg de Bergen.

Tras algunos ensayos en Oslo, Euronymous, Hellhammer y Vikernes comenzaron la grabación en la sala Grieg de Bergen, en septiembre de 1992, bajo la producción de Eirik «Pytten» Hundvin, quien ya había trabajado con el bajista en los álbumes de Burzum. Como el estudio estaba situado en la parte superior del recinto y tenía un techo bajo, Hellhammer decidió ubicar su batería en el salón principal para que su sonido no quedara silenciado. Años más tarde, este confesó que durante la mezcla subía el sonido de la batería en la mesa cuando Pytten y Euronymous no miraban. Vikernes no interfirió demasiado en la mezcla porque en su opinión «era solamente un músico de estudio y respetuosamente quería que ellos consiguieran la sonoridad que anhelaban». Tras haber grabado la mayor parte de la música, en 1993 se les unieron Blackthorn y Csihar, y después de realizar algunos ensayos en Oslo regresaron a Bergen. El cantante, al que el conjunto dio bastante libertad, utilizó un estudio en el que cantaba a oscuras, ya que las ventanas estaban tapadas por cortinas y solo tenía para iluminarlo unas pocas velas. Csihar recordó que «conseguí un micrófono de mano para poder bailar y hacer lo que quisiera en la oscuridad y así nadie podría verme. Estaba atrapado en trance en esa habitación oscura. No quería que los demás me vieran para poder transformarme». Vikernes consideró la interpretación del húngaro como perfecta, pero criticó su labor en «Freezing Moon»: «Estaba acostumbrado a la voz de Dead y su forma de cantar y nunca quise que eso cambiara... Attila estaba más preocupado por su “integridad artística” y no quería sonar como Dead».
El libreto del disco no incluyó información sobre sus compositores o sobre los músicos que lo grabaron y Necrobutcher alegó que había escrito la mitad de las canciones. El bajista admitió que él y Dead compusieron «Freezing Moon» y que Euronymous solo contribuyó con un riff. Blackthorn también aportó algo de la música que había compuesto para Thorns, escribió algunos riffs y terminó algunas de las letras inacabadas de Dead. Por su parte, de acuerdo con Vikernes, Euronymous fue el responsable de la mayoría de las partes de guitarra, pero señaló que Hellhammer, Necrobutcher y él mismo contribuyeron con riffs.

### Asesinato de Euronymous

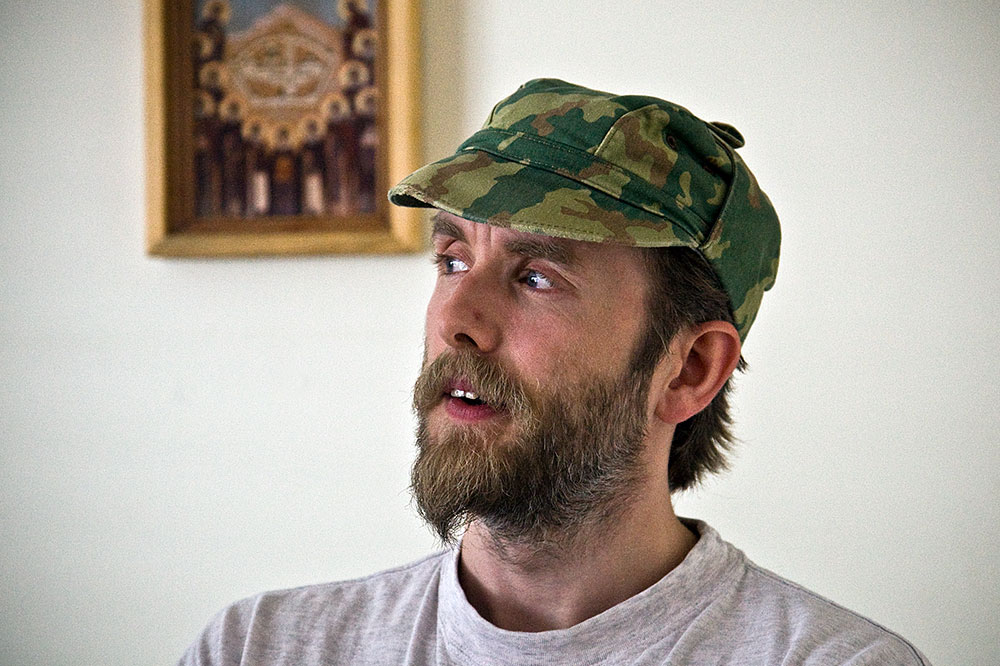
El trabajo de Vikernes, en la imagen, permaneció en el álbum pese a la oposición de los padres de Euronymous.

El 10 de agosto de 1993, Vikernes y Blackthorn viajaron a la casa de Euronymous, en Oslo, donde el primero asesinó al guitarrista tras apuñalarle en repetidas ocasiones. Necrobutcher especuló posteriormente que Euronymous, quien constantemente enviaba amenazas de muerte a sus enemigos, habría intimidado a Vikernes, algo con lo que este coincidió, ya que según él, el guitarrista tenía la intención de atarlo a un árbol, torturarlo y grabarlo en vídeo. Tras el crimen, el asesino recibió una condena de más de veinte años de prisión, de los que solo cumplió quince, mientras que Blackthorn permaneció en la cárcel ocho años por su participación como cómplice.
Tras el asesinato y el regreso de Csihar a Hungría, Hellhammer quedó como el único integrante que permanecía en el grupo, por lo que los padres de Euronymous le pidieron que eliminara las pistas de bajo tocadas por Vikernes. El batería, aunque les prometió hacerlo, mantuvo las pistas originales, porque en sus palabras «era apropiado que asesino y víctima estuvieran en la misma grabación». De acuerdo con Necrobutcher, el guitarrista y él habían recuperado el contacto y hasta habían conversado sobre regrabar las partes de Vikernes y celebrar el décimo aniversario de la banda con un concierto con Sodom y Kreator, no obstante, el homicidio puso fin a sus planes.

## Estilo

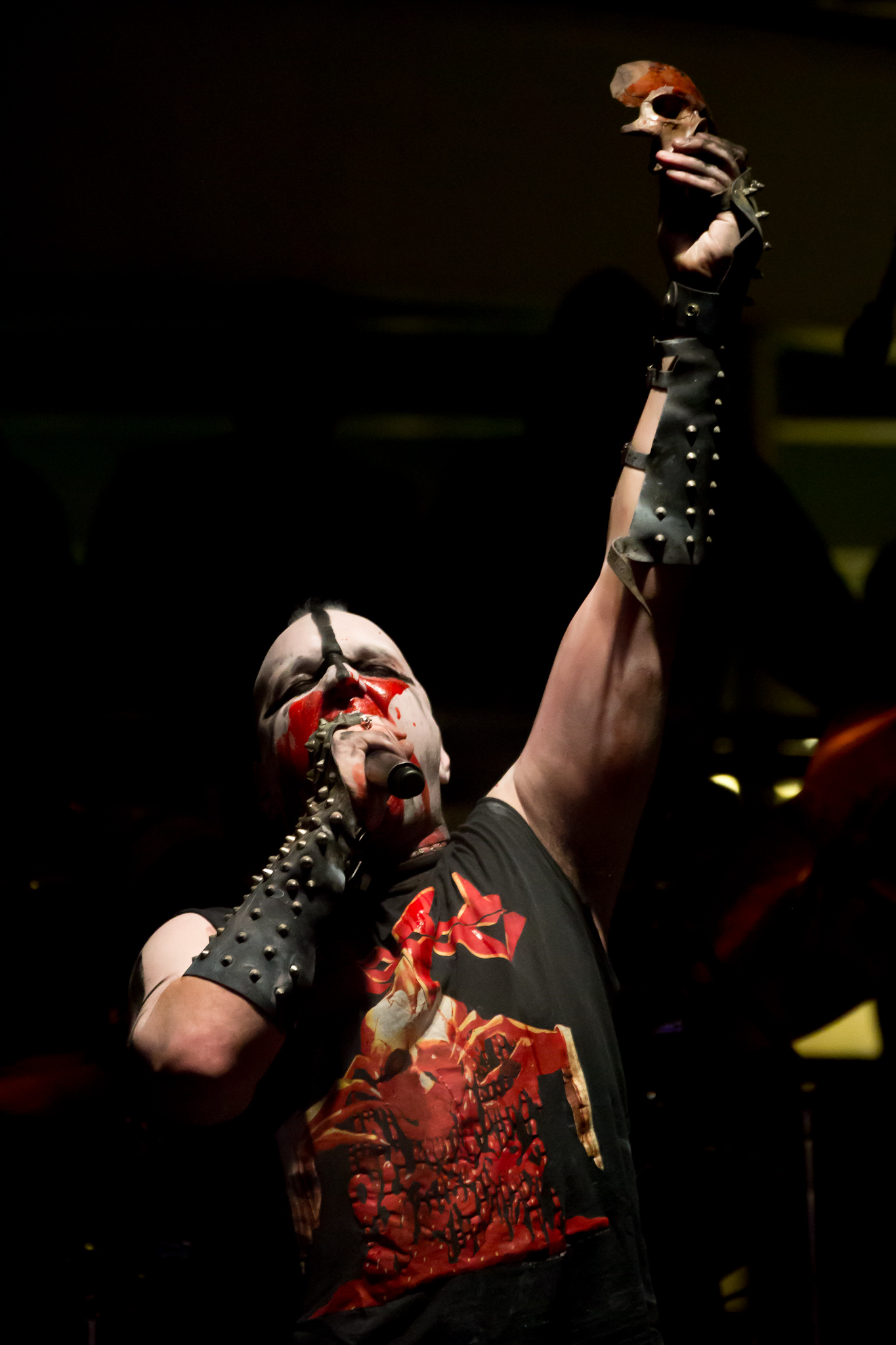
El estilo vocal de Attila Csihar, en la imagen, alcanzó registros operísticos y gruñidos.

En contraste con el EP Deathcrush (1987), De Mysteriis Dom Sathanas es estilísticamente más complicado, las canciones son más largas e incorpora además solos de guitarra. No obstante, en una entrevista de 1989, Dead opinaba que a pesar de estos cambios, la banda conservaba el mismo sonido death metal de su obra anterior. En ese momento, el vocalista suponía que el álbum tendría diez canciones, que incluirían «Carnage», «Buried by Time and Dust», «Funeral Fog» y la pista principal, «De Mysteriis Dom Sathanas». Además también tendría preparadas otras como «The Dark of the Freezing Moon» (que luego sería abreviada a «Freezing Moon»), «When the Vultures Left» y una más sin título.
De Mysteriis Dom Sathanas, a diferencia de otros trabajos editados durante esa época cuenta con una producción mucho mejor, la cual concede especial protagonismo a las guitarras, que junto a la voz, son las que llevan el peso. Aunque las canciones se cimientan en gran medida sobre riffs, Euronymous favoreció deliberadamente la introducción de melodías, en lugar de los habituales golpes de guitarra y batería. Según el guitarrista, la banda realmente se había esforzado mucho e incluso dejó de lado material porque quería incluir solo lo mejor. La velocidad es un componente importante, aunque en algunas ocasiones los músicos se atreven a ralentizar su sonido, mientras que Attila Csihar le da su propio toque con un estilo vocal que va de lo operístico a un gruñido bestial.
De acuerdo con Euronymous, el disco está inspirado en asuntos como el disgusto por la felicidad y la bondad, el odio a la vida, así como el odio humano. Según el músico, el grupo trató de incorporar la frialdad y la oscuridad propias de los países del norte, como Noruega, tanto en la música como en las letras. Dead, el letrista principal, también tomó como inspiración sus sueños y pesadillas, a menudo asociados a Transilvania, las leyendas antiguas y los cementerios. Precisamente, el vocalista había tenido una experiencia cercana a la muerte de niño, lo que le provocó la creencia de que en realidad estaba muerto y en palabras de Hellhammer: «Solía charlar sobre los castillos de los Cárpatos y de que la vida solo era un sueño». Dead declaró que las canciones describían sus estados de ánimo en el momento en que las escribió, por ejemplo «Pagan Fears» habla acerca de «unas personas que viven en una sociedad antigua y bárbara, que no se extinguirán, sino que permanecerán en un pasado eterno, para atormentar a la gente en el futuro». «Funeral Fog» trata acerca de «un pantano legendario en el medio de los Cárpatos que se cree que está habitado por seres extraños», mientras que «De Mysteriis Dom Sathanas» es el único tema que aborda la temática satanista y representa un aquelarre. Además, en su nota de suicidio, el músico incluyó la letra de «Life Eternal» e indicó a sus compañeros que hicieran lo que quisieran con ella. Por otra parte, «Cursed in Eternity», la única con letra de Necrobutcher, habla sobre un chamán que lanza maldiciones.

## Publicación

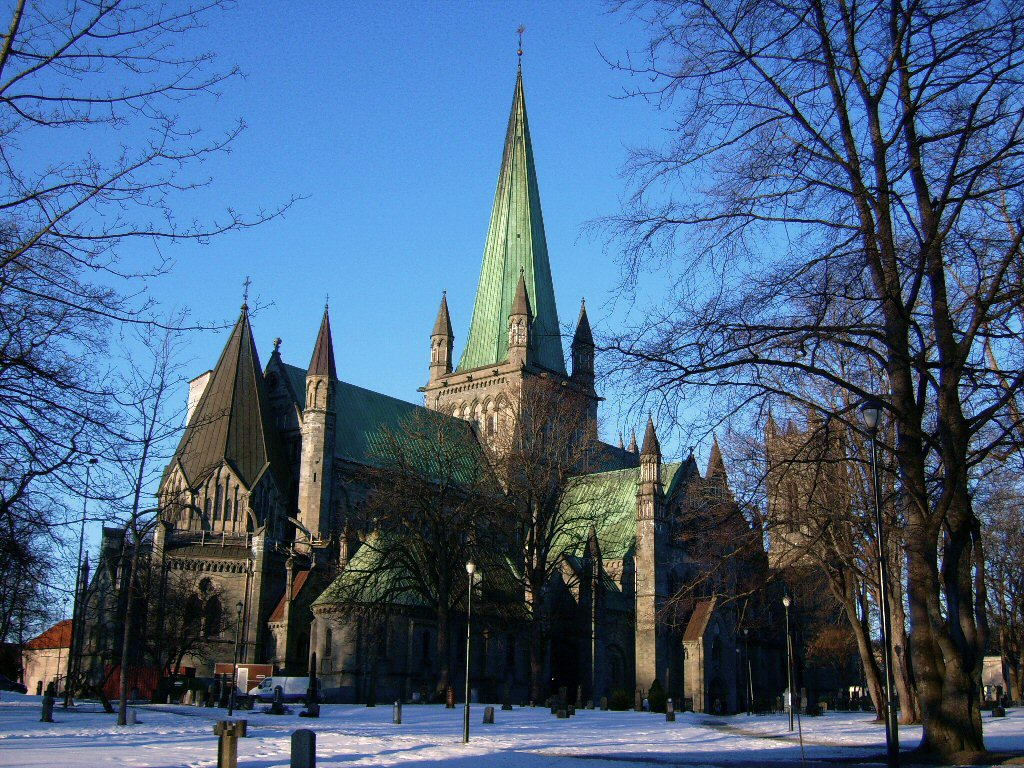
La portada muestra la catedral Nidaros, en la imagen.

La portada del álbum muestra una imagen de la catedral Nidaros en Trondheim, debido a que la banda la consideraba como la más hermosa de Noruega y a que Vikernes había planeado hacerla explotar. En función de la edición, la iglesia es de color azul o violeta, mientras que la contraportada presenta un texto en recuerdo de Euronymous y fotografías en blanco y negro del guitarrista y de Hellhammer. De acuerdo con este último, no añadieron imágenes de Csihar porque no tenían ninguna.
La primera edición, publicada el 24 de mayo de 1994 con una tirada de 1000 copias, careció de código de barras y en su lugar incorporó simplemente el código Anti-Mosh 006, además, el encargado de su distribución fue el sello Voices of Wonder, que se había hecho cargo de los negocios de Deathlike Silence Productions, la cual había dejado de existir tras la muerte de Euronymous. Desde entonces, discográficas como Century Media, Season of Mist y Back On Black lo han reeditado y en 2008, el propio Csihar lanzó a través de su sello el EP Life Eternal, que incluyó cinco de las canciones con una mezcla distinta. En 2020, Deathlike Silence lo reeditó por su vigésimo quinto aniversario e incorporó los ensayos de las grabaciones, además, esta versión se situó en las listas de éxitos de Alemania y Noruega.

## Recepción

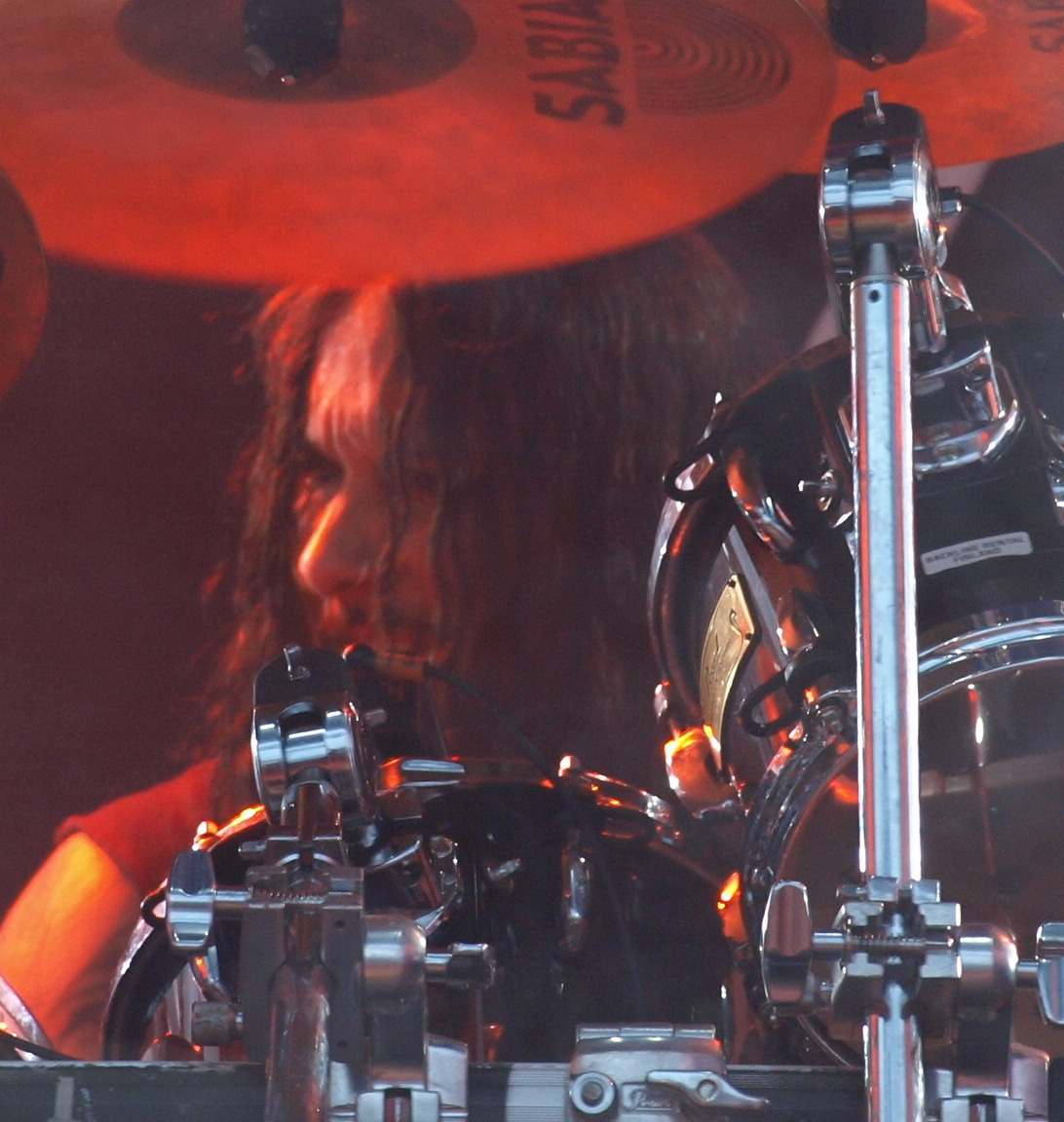
La labor de Hellhammer fue uno de los puntos destacados por la crítica.

De Mysteriis Dom Sathanas es uno de los álbumes de black metal más conocidos debido a los hechos acaecidos durante y después de su grabación, aunque su música en sí recibió buenas reseñas y varios críticos lo han calificado no solo como la mejor obra de Mayhem, sino de su propio género musical. Steve Huey, del sitio web Allmusic, escribió que «la música es rápida y furiosa, y las voces vomitivas son ininteligibles, pero Mayhem evita seguir los patrones al hacer cambios sutiles en su sonido a lo largo del álbum y no caer en la rutina o repetirse, como muchas otras bandas de black metal tienden a hacer. Este álbum puede requerir un poco de paciencia, pero vale la pena». Dayal Patterson de la revista Metal Hammer señaló que «no se puede hablar de De Mysteriis sin mencionar la percusión contundente y detallada que lo sustenta. Una excelente interpretación de uno de los baterías más conocidos del black metal, Hellhammer. La formidable, pero moderada batería se complementa con un bajo espacioso, misterioso y extrañamente mínimo y una producción poderosa y gloriosamente sin pulir». Chris Campion del diario The Guardian la describió como «una espeluznante obra maestra». Steve Smith de Rolling Stone relató que «sigue siendo una obra singularmente potente, sus expresiones de alienación y nihilismo prestaron una severidad helada por el zumbido lacerante de la guitarra de Aarseth, el rugido arcano de Attila Csihar y la presentación de terror gótico lírico de Dead y los tambores machacados por Hellhammer», además su compañero Kory Grow apuntó que «tiene uno de los sonidos de batería más poderosos de la historia del metal». J. Andrew del sitio Metal Injection lo calificó como «uno de los discos más importantes de black metal de todos los tiempos. El oyente está expuesto a todo el poder, la gloria y las contradicciones del black metal noruego» y alabó la labor de Hellhammer a la que consideró «simplemente fenomenal». Carlos Ramírez de IGN declaró que «es el tipo de álbum que no pondrías a alguien que intenta introducirse en el black metal. Es demasiado complejo y extremo para ser engañado por oídos que no están acostumbrados a algo así. Pero para los oyentes experimentados, los dejará absolutamente fascinados».

### Legado

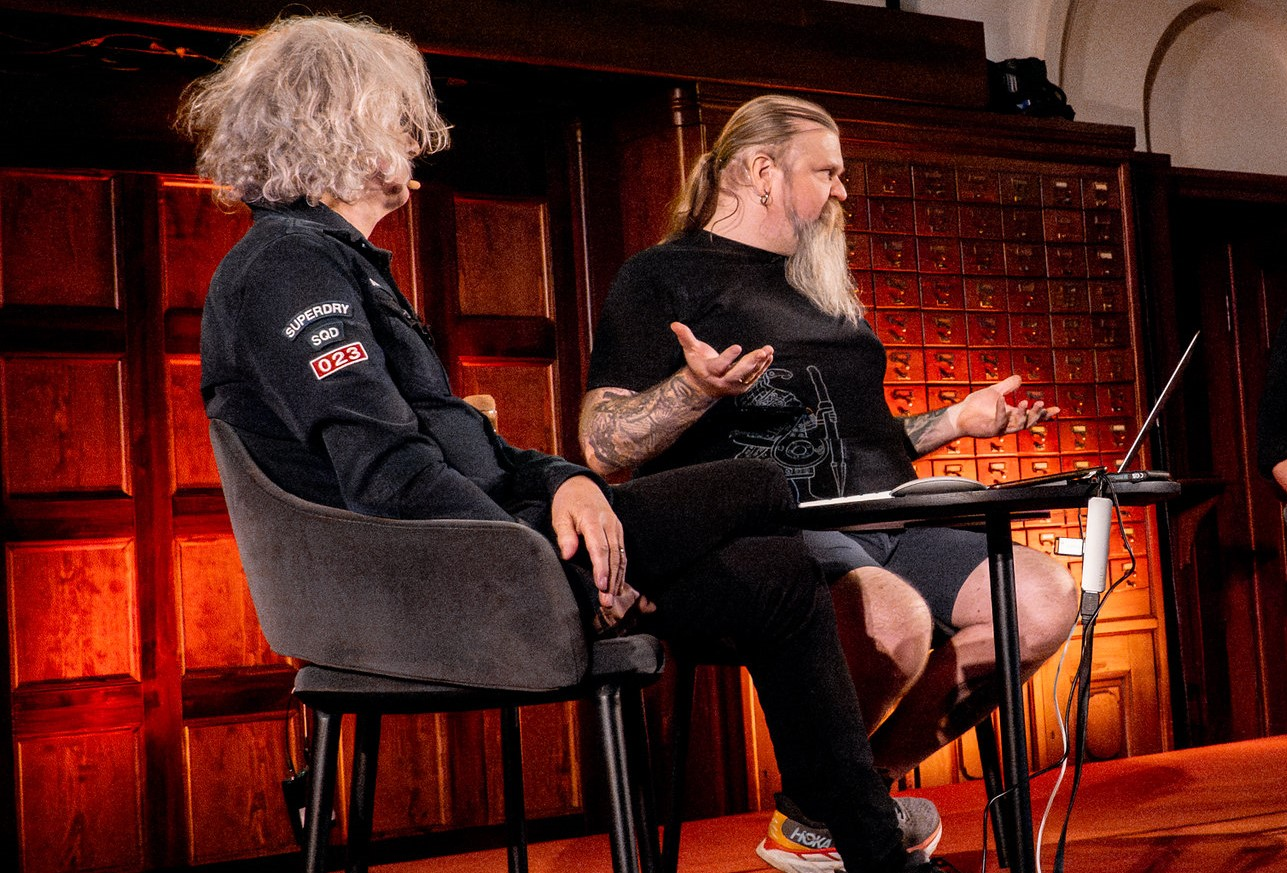
Pytten e Ivar Bjørnson durante una charla. El primero lo calificó como «posiblemente [el álbum] al que le tenga más cariño» y el segundo como «el trabajo definitivo del black metal».

Con el paso del tiempo, De Mysteriis Dom Sathanas recibió el reconocimiento de bandas y artistas posteriores y varias de sus canciones han sido versionadas por conjuntos del género. Joey Jordison, batería de Slipknot, declaró que «cuando lo compré fue el equivalente a cuando adquirí Reign in Blood. Fue un disco tan influyente para mí y en la música, es un modelo para el black metal. Cuando lo pones, te transporta instantáneamente a otro lugar. Es el disco definitivo de black metal. La gente ha intentado copiarlo un montón de veces, pero nadie se ha acercado. Nadie lo superará jamás». Landphil, bajista de Municipal Waste, lo calificó como su álbum favorito de su estilo y relató que «la magia sucedió cuando lo grabaron. Debo haberlo escuchado durante un año seguido». Ivar Bjørnson, guitarrista de Enslaved, señaló que «es y sospecho que siempre será el trabajo definitivo del black metal, de la misma manera que The Dark Side of the Moon permanecerá como la obra por excelencia del rock clásico». Øystein Brun, guitarrista de Borknagar, lo seleccionó como uno de los mejores álbumes de su estilo y apuntó que «la primera vez que lo escuché fue un poco como: “Bueno, las voces... Ejem...”. Pero después de escucharlo un par de veces me enganché. Supongo que todo el mundo sabe que es una piedra angular importante de toda la escena». Greg Anderson, guitarrista de Sunn O))), reveló que «en realidad no conecté [con la ola del black metal noruego] al principio, pero cuando escuché ese trabajo, realmente me pareció muy diferente y eso era debido principalmente a la voz. Estaba realmente intrigado por el enfoque que tenía el vocalista y fue entonces cuando realmente comencé a tomar conciencia de la labor de Attila». Heljarmadr, vocalista de Dark Funeral, lo catalogó como una de sus influencias y destacó que «si quiero escuchar un buen disco de black metal, me pondré De Mysteriis Dom Sathanas porque sé lo que recibiré». Además, músicos como Dagon de Inquisition, Silenoz de Dimmu Borgir, Mick Kenney de Anaal Nathrakh, Garm de Ulver, Erik Danielsson de Watain, Grutle Kjellson de Enslaved, Morgan Håkansson de Marduk, Samoth de Emperor y los integrantes de Tsjuder lo han posicionado entre los cinco mejores trabajos de su género. Por su parte, su productor, Pytten, quien siguió trabajando con Vikernes tras el asesinato y que produjo además a Emperor, Immortal, Gorgoroth y Enslaved, remarcó que «es el que más me gusta escuchar y posiblemente al que le tenga más cariño».
En el año 2001, la discográfica Avantgarde Music publicó el tributo Originators of the Northern Darkness – A Tribute to Mayhem, en el que grupos como Immortal, Dark Funeral, Vader, Limbonic Art, Keep of Kalessin, Gorgoroth y Gehenna contribuyeron con versiones de los temas de De Mysteriis Dom Sathanas, además Emperor también aportó su interpretación de «Funeral Fog» con el propio Attila Csihar como vocalista.

### Reconocimientos
| Año  | Publicación          | Reconocimiento                                              | Puesto |
| ---- | -------------------- | ----------------------------------------------------------- | ------ |
| 2009 | Terrorizer           | Los mejores álbumes de black metal de todos los tiempos     | 1      |
| 2011 | Kerrang!             | Los 50 álbumes más pesados de todos los tiempos             | 50     |
| 2011 | Morgenbladet         | Los 100 mejores álbumes de la historia de Noruega           | 77     |
| 2012 | IGN                  | Los 10 mejores álbumes de black metal                       | -      |
| 2013 | Decibel              | Los 100 mejores álbumes de black metal de todos los tiempos | 2      |
| 2013 | Loudwire             | Los mejores álbumes debut de metal                          | 16     |
| 2016 | Kerrang!             | Los 50 mejores álbumes de metal de todos los tiempos        | 36     |
| 2017 | Rolling Stone        | Los 100 mejores álbumes de metal de todos los tiempos       | 40     |
| 2017 | Loudwire             | Top 30 mejores álbumes de black metal de todos los tiempos  | 3      |
| 2018 | Consequence of Sound | Los 25 mejores álbumes debut de heavy metal                 | 5      |
| 2018 | Metal Hammer         | Los 40 mejores álbumes de metal de todos los tiempos        | -      |

## Lista de canciones
| N.º   | Título                      | Duración |  |
| 1.    | «Funeral Fog»               | 5:47     |  |
| 2.    | «Freezing Moon»             | 6:22     |  |
| 3.    | «Cursed in Eternity»        | 5:10     |  |
| 4.    | «Pagan Fears»               | 6:21     |  |
| 5.    | «Life Eternal»              | 6:57     |  |
| 6.    | «From the Dark Past»        | 5:27     |  |
| 7.    | «Buried By Time and Dust»   | 3:34     |  |
| 8.    | «De Mysteriis Dom Sathanas» | 6:22     |  |
| 46:01 |                             |          |  |

Fuente: Allmusic.

## Créditos
| - Euronymous - guitarra - Hellhammer - batería - Attila Csihar - voz - Count Grishnackh - bajo | Producción - Pytten - producción y mezcla - Euronymous y Hellhammer - producción adicional |

Fuente: Rolling Stone y Discogs.

## Posición en las listas
| País     | Lista               | Mejor posición | Ref.   |
| -------- | ------------------- | -------------- | ------ |
| Alemania | German Albums Chart | 60             | [ 27 ] |
| Noruega  | Topp 40 Album       | 35             | [ 27 ] |